# La Grande Béroche
La Grande Béroche is een gemeente in het Zwitserse kanton Neuchâtel. La Grande Béroche heeft 8.852 inwoners waarvan de meeste Frans spreken.

## Geschiedenis
De gemeente is op 1 januari 2018 ontstaan na het samenvoegen van de gemeenten Bevaix, Fresens, Gorgier, Montalchez, Saint-Aubin-Sauges en Vaumarcus.

## Geografie
La Grande Béroche heeft een oppervlakte van 42.21 km² en grenst aan de buurgemeenten Boudry, Estavayer (Fribourg), Provence en Val-de-Travers. De hoofdplaats is Saint-Aubin-Sauges.
La Grande Béroche heeft een gemiddelde hoogte van 469 meter.